# Fran Crippen
Francis „Fran“ Crippen (* 17. April 1984 in Bryn Mawr; † 23. Oktober 2010 in Fudschaira, Vereinigte Arabische Emirate) war ein US-amerikanischer Schwimmer.
Fran Crippen stammte aus einer schwimmbegeisterten Familie. Seine drei Schwestern sind ebenfalls im Schwimmsport aktiv. Maddy Crippen nahm 2000 an den Olympischen Spielen in Sydney teil, Claire Crippen startete bei US-Meisterschaften und ist Schwimmerin in der NCAA und Teresa Crippen gewann zwei Titel bei den Panamerikanischen Spielen 2007.
Crippen studierte an der University of Virginia, für die er auch startete. Elfmal war er All-American, zweimal wurde er als Schwimmer des Jahres der Atlantic Coast Conference ausgezeichnet. Zweimal war er US-Meister über 800 Meter Freistil. 2001 gewann er in Brisbane als Mitglied der US-Mannschaft bei den Goodwill Games seine erste internationale Medaille: eine bronzene. Zwei Jahre später gewann der Spezialist über die Mittel- und vor allem Langstrecken in Santo Domingo bei den Panamerikanischen Spielen 2003 über 400 und 1500 Meter Freistil die Silbermedaillen. Auch bei den Pan Pacific Swimming Championships 2006 in Victoria gewann er eine Silbermedaille.
Crippen war in dieser Saison vom Becken zum Freiwasser-Schwimmsport gewechselt und wurde hinter Chip Peterson Zweiter über 10 Kilometer. Von 2006 bis 2008 schwamm er für die Mission Viejo Nadadores und wurde von Bill Rose trainiert. Die Panamerikanischen Spiele 2007 in Rio de Janeiro bescherten Crippen über 10 Kilometer den ersten und zugleich einzigen internationalen Titelgewinn. Zwei Jahre später erreichte der US-Amerikaner in Rom bei den Schwimmweltmeisterschaften 2009 seinen größten internationalen Erfolg, als er über 10 Kilometer hinter Thomas Lurz und seinem Landsmann Andrew Gemmell die Bronzemedaille gewann. Über 5 Kilometer wurde er zudem Siebter. Im Jahr darauf wiederholte er bei den Freiwasserweltmeisterschaften 2010 in Roberval diesen Medaillengewinn hinter Lurz und Jewgeni Dratzew, nun über 5 Kilometer. Über 10 Kilometer verpasste er als Viertplatzierter knapp eine weitere Medaille. In Viedma und Cancún gewann er 2010 zudem zwei Rennen des Weltcups über 10 Kilometer. Letztes Großereignis wurden die Pan Pacific Swimming Championships 2010 in Irvine, bei denen Crippen hinter Chip Peterson Silber über die 10-Kilometer-Distanz gewann.
Beim Weltcuprennen im Oktober 2010 im arabischen Emirat Fudschaira erreichte er nicht das Ziel und wurde zwei Stunden nach Rennende von Tauchern an einer der Wendebojen gefunden. Im Krankenhaus konnte nur noch sein Tod festgestellt werden. Die Todesursache war möglicherweise Herz-Kreislaufversagen.
Nach dem Wettbewerb mussten mehrere andere Schwimmer aufgrund hoher Temperaturen wegen Überhitzung behandelt werden.